# José Pereira Salgado
José Pereira Salgado ComSE • GCIP (Porto, 1 de Abril de 1873 - Porto, 16 de Dezembro de 1946) foi um médico, químico e professor universitário português.

## Biografia
Frequentou o curso de Medicina na Escola Médico-Cirúrgica do Porto e viria a doutorar-se em Ciências Físico-Químicas pela Faculdade de Ciências da Universidade do Porto (1924) e pela Faculdade de Engenharia da Universidade do Porto (1927).
Trabalhou com o Professor António Ferreira da Silva no Laboratório Municipal e mais tarde transferiu-se para o Laboratório de Química da Academia Politécnica do Porto.
A partir de 1911 assume as funções de 1.º assistente de Química na Faculdade de Ciências e em 1919 é contratado professor de Química Industrial da Faculdade Técnica (futura Faculdade de Engenharia da Universidade do Porto)
Em 1922 é proposto para professor catedrático da Faculdade de Engenharia da Universidade do Porto, mas mantendo o lugar de docente da Faculdade de Ciências da Universidade do Porto.
Em 1923 com a morte do Professor António Ferreira da Silva assume a direção do Laboratório de Química da Faculdade de Ciências bem como a regência das cadeiras que este lecionava.
Em 1934, por designação do Governo Português, é nomeado reitor da Universidade do Porto, mandato que durou oito anos (1935-1943). Durante o seu mandato foram organizados congressos científicos, realizaram-se as comemorações dos centenários da Academia Politécnica do Porto (10 de abril de 1937), e da Escola Médico-Cirúrgica do Porto (18 de Abril de 1937).
É sob o seu mandato que são inauguradas as instalações da Faculdade de Engenharia da Universidade do Porto na Rua dos Bragas.
Em 1943, quando se jubila, recebe o título de Reitor Honorário e é homenageado por toda a Academia.
São da sua autoria as seguintes obras:
- A Química e a Física em Portugal (Lisboa, 1929);
- A Química na Academia Politécnica do Porto (Porto, 1937).

Foi um dos membros fundadores da Sociedade Portuguesa de Química e sócio correspondente da Sociedade Brasileira da Química, foi Comendador da Ordem Militar de Sant'Iago da Espada a 5 de Outubro de 1934 e foi, ainda, galardoado com a Grã-Cruz da Ordem da Instrução Pública a 28 de Maio de 1937, Grande-Oficial da Ordem da Coroa da Bélgica, e Comendador da Ordem da Coroa de Itália.
Em 1 de abril de 1952 a Faculdade de Engenharia da Universidade do Porto atribui o seu nome ao Laboratório de Química Industrial.